# Char D1
De Char D1 is een Franse tank uit de Tweede Wereldoorlog.

## Ontwikkelingsgeschiedenis

### FT 17 Kégresse
De lichte tank voor de ondersteuning van de infanterie die Louis Renault in 1916 voor het Franse leger ontwikkeld had, de FT 17, was zoals alle rupsvoertuigen uit de Eerste Wereldoorlog tamelijk traag. Hij kon zich op zijn best op loopsnelheid voortbewegen. Al in 1918 gingen sommige bemanningen ertoe over van de motoren van hun tanks de regulateurs te verwijderen zodat de maximumsnelheid fors toenam. De voertuigen stuiterden nu over het slagveld doordat het loopwerk niet was berekend op snelheden boven de 12 km/u. Van hogerhand kwam er al snel een streng verbod op deze praktijk, die leidde tot vele ongelukken en een hogere slijtage.
Na de oorlog veranderden de eisen die men aan een tank stelde. In vredestijd hoefde men niet meer op één plaats in de loopgraven te vechten, maar in de kazernedienst was het juist normaal om grote verplaatsingen over het wegennet uit te voeren. Eenheden in de koloniën maakten regelmatig lange patrouilletochten. De FT 17 was voor dit alles eigenlijk volledig ongeschikt. Uit de oorlog herinnerde men zich nog dat het type niet zomaar verbeterd kon worden door er een sterkere motor in te zetten. Er was een verbeterde ophanging nodig en als die een verminderde rijweerstand had, zou ze een krachtiger motor zelfs overbodig maken.
Nu was er inderdaad een betere ophanging beschikbaar die speciaal gemaakt was om onder een willekeurig voertuig geplaatst te worden: de Kégresse-Hinstin door ingenieur Kégresse ontwikkeld om een normale vrachtauto in een half-track te veranderen. Begin Jaren twintig werd een enkele FT 17 met die ophanging omgebouwd. Het voertuig had nu een enorm klimwiel en een even groot aandrijfwiel. Daartussen zaten vier paar loopwieltjes, per paar aan een as verbonden. De paren waren weer per twee verbonden door een horizontale bladveer. Aan beide assen zat een verticaal balkje dat vastzat aan een tweede, wat hogere, bladveer. Beide bladveren konden draaien om een tweede centrale as, die zich tussen beide bladveren in bevond. De hogere snelheid werd niet zozeer mogelijk gemaakt door deze vering, als wel door een veel lichtere schakelloze rupsband van rubber.
Omdat er bij het ontwerp van de ophanging geen rekening was gehouden met de specifieke afmetingen van de tank, was ze eigenlijk veel te kort. De Fransen waren door de slechte ervaringen die ze met de St Chamond hadden opgedaan sterk afkerig geworden van tanks waarvan de neus uitstak en daarom werd er hoog aan de voorkant een extra as aangebracht met twee grote en brede losse klauterwielen. Achter aan de tank was een klimstaart bevestigd die twee kleinere wielen bezat.

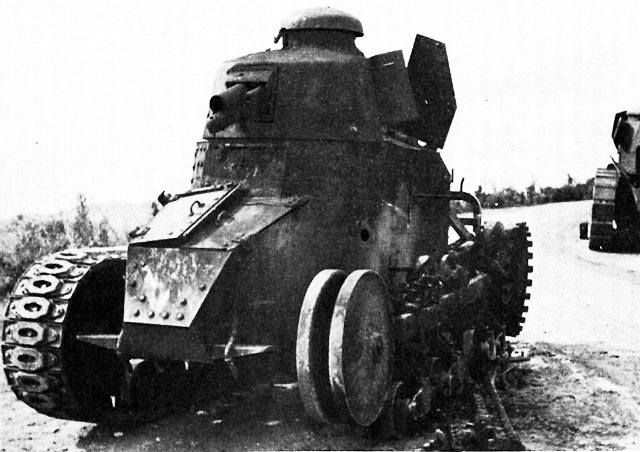
Een aan Joegoslavië verkochte FT 17 Kégresse door de Duitsers in 1941 uitgeschakeld

Het prototype voldeed vrij aardig, maar er was één probleem: het aandrijfwiel had, zoals toen gebruikelijk, uitsparingen die pasten om uitsteeksels aan de binnenkant van de rupsband; als de snelheid toenam kreeg de band een steeds hardere tik naar buiten totdat hij uiteindelijk afgeworpen werd. In 1925 ontwierp het Kégresse-team daarom een verbeterde ophanging met een aandrijfwiel waarvan de stervormige uitsteeksels zelf in de rupsband grepen. Omdat zo de krachten in de lengterichting van de band groter werden, versterkte men die met een doorlopende dunne stalen reep die in het rubber gegoten werd: zo schiep men de métallo-caoutchouc. De fabriek claimde een opmerkelijke verbetering van de prestaties. De snelheid nam toe tot 17 km/u; het brandstofverbruik per afstand halveerde; de levensduur van de rupsbanden ging van 500 tot 1600 kilometer.
In 1925 werden 42 FT 17's met het nieuwe systeem omgebouwd en in dienst genomen bij twee compagnies van het 508e Régiment de Chars de Combat. Een gedeelte daarvan ging in 1926 de Berber - opstand van Mohammed Abdelkrim El Khattabi in het Rifgebergte neerslaan. Toen bleken de nadelen van het systeem. De verdubbeling van de snelheid leidde tot een verviervoudiging van de slijtage. Onvermijdelijk, maar de optimistische inschatting van de onderhoudskosten werd dus niet bewaarheid. Erger was het dat de metalen kern van de band door het vele buigen last kreeg van metaalmoeheid met als gevolg dat de banden plotseling tijdens het rijden knapten. Omdat de andere band nog wel werd aangedreven, maakte het voertuig dan een onverwachte draai wat leidde tot enkele grote ongevallen. Een legende uit het Vreemdelingenlegioen verhaalt hoe de legendarische kapitein Haag, prins van Denemarken, eens op een terrasje van een cognacje zat te genieten toen een FT Kégresse zich plots op zijn tafeltje parkeerde. Kort daarna zouden de voertuigen zijn teruggestuurd; inderdaad liet het Franse leger de tanks bij het 508e RCC door normale uitfaseren. Negen FT's Kégresse zijn aan Joegoslavië geleverd en vijf aan Polen. Er was overigens geen speciale officiële aanduiding van het materieel.

### Renault NC

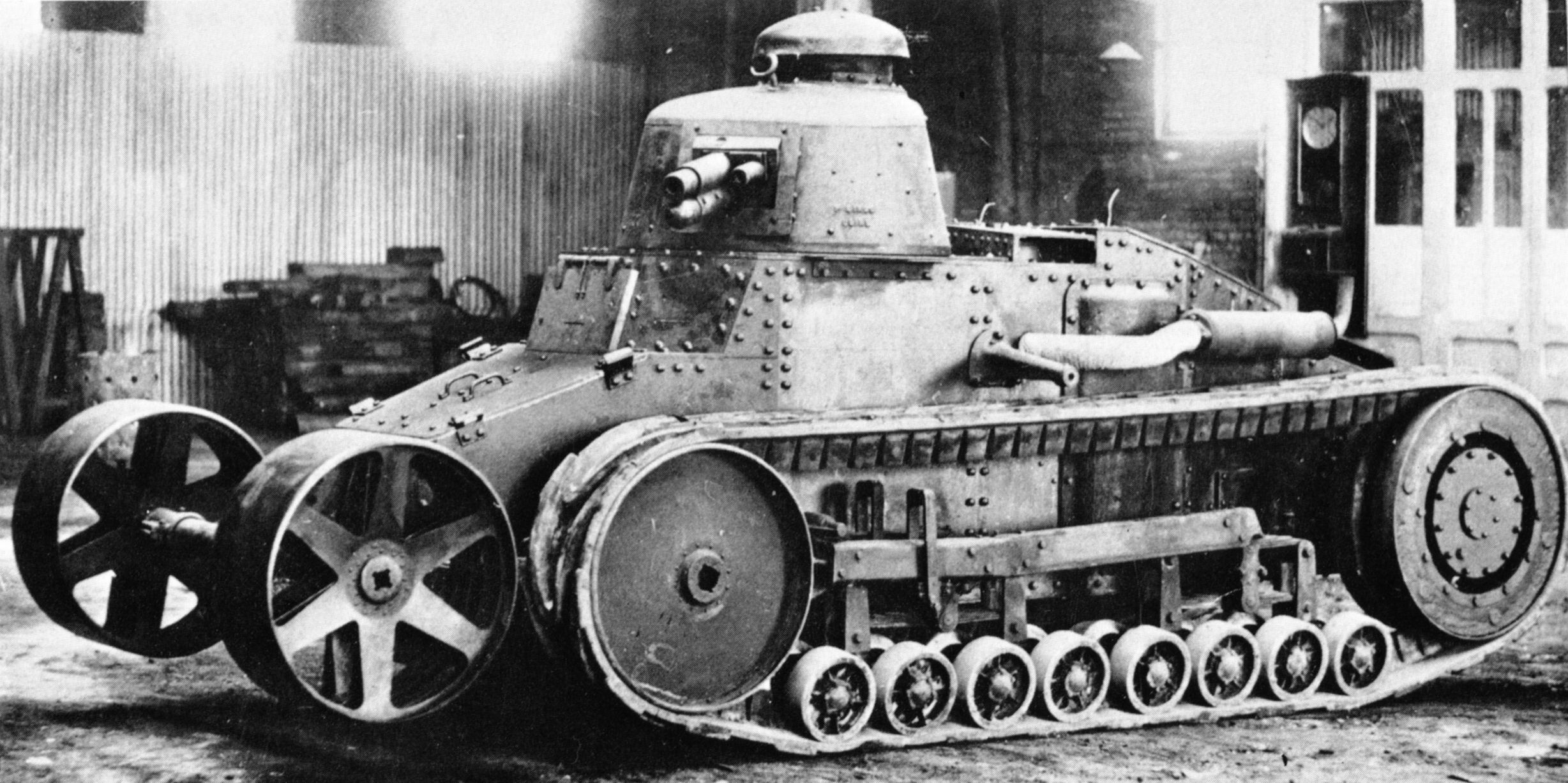
De Renault NC2

Frankrijk beschikte over zoveel FT 17's dat men zelf eens niet wist hoeveel het er eigenlijk waren (in 1922 schatte men de totale productie op 3729, in 1926 op 3737). Toen generaal Estienne, oprichter en hoofd van het Franse tankwapen, in 1922 een programma opstelde over in de toekomst te ontwikkelen tanks, vond hij het dan ook overbodig een lichte infanterietank in de planning op te nemen — daarvan waren er immers al genoeg. Maar juist omdat men van plan was het materieel voor de afzienbare toekomst in dienst te houden, leek het noodzakelijk de levensduur ervan te vergroten. In 1923 verwierf Renault een contract voor de ontwikkeling van twee prototypes die ieder afzonderlijk een mogelijk renovatieconcept moesten belichamen. Het project kreeg de Renault militair prototype-code NC. De code werd puur op chronologische volgorde toegekend en de letters hebben dan ook, net als FT, geen verdere betekenis.
Het prototype dat als tweede klaar was in december 1925 en daarom de aanduiding NC2 kreeg, gebruikte een Kégresse-ophanging. Toch was het, hoewel sterk erop lijkend, wat anders dan een FT Kégresse, want Renault had de achterkant laten ombouwen om de installatie van een 62 pk motor mogelijk te maken. De Cavalerie had in 1924 een apart plan opgesteld voor de ontwikkeling van cavalerietanks, automitrailleuses geheten omdat chars om te bezuinigen nu bij wet allen deel uitmaakten van de Infanterie (Estienne was in 1922 noodgedwongen van de Artillerie naar de Infanterie verhuisd). Om de NC2 een gooi te laten doen naar de status van cavalerietank kreeg het voertuig ook de aanduiding Modèle 24/25, waarbij de "24" naar het plan 1924 verwijst en de "25" naar het jaar dat het type gereed was. Het kwam echter niet tot een verdere (om)bouw.

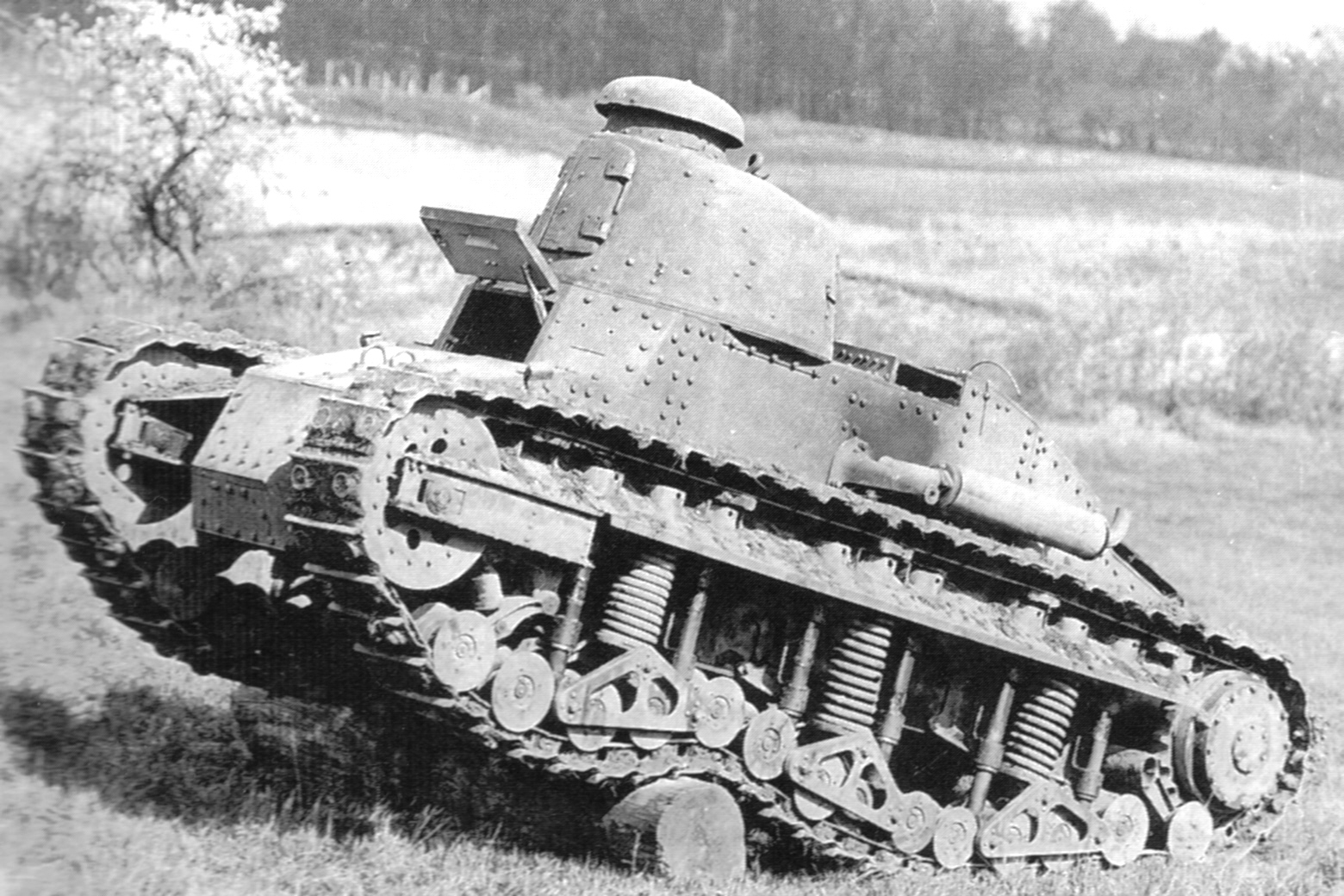
De Renault NC1

Het andere prototype dat als eerste gereed was, de NC1, had ook de veranderde achterkant, herkenbaar aan een lange uitlaat die aan de linkerzijde zat in plaats van rechts zoals bij de FT-17. Maar de ophanging was totaal verschillend. De hoofdelementen ervan waren drie driehoeken met in iedere hoek een as: de onderste twee assen droegen ieder een loopwielpaar; de bovenste as was verbonden met een enorme verticale springveer. Twee hydraulische verticale schokbrekers dempten bij ieder element de beweging. Naast de twaalf loopwielen waren er spanwieltjes onder het klim- en aandrijfrad. Ondanks een gewichtsstijging tot 7,5 ton nam de maximumsnelheid toe tot 18,5 km/u. Dit maakte het voertuig tot de snelste Franse tank die tot dan toe gebouwd was, maar zorgde ook voor onvoorziene problemen: het boventraject van de band was niet door wieltjes ondersteund en bij een hoge vaart begon dat deel zo sterk te resoneren dat al na korte tijd de band geworpen werd. Voorlopig loste men dat op door aan de zijkant van het motorcompartiment een halve verticale cilinderplaat vast te lassen; die sloeg de band dan weer omlaag.
In 1926 kwam de Infanterie met een opvolgend ontwikkelingsplan. Het vorige plan had al voorzien in een Char de Bataille, een algemene gevechtstank die mede met vijandelijke tanks de slag kon aangaan. Nu al was duidelijk geworden dat de reeds begonnen ontwikkelingsprojecten hiervan tot een veel te duur voertuig zouden leiden (de latere Char B1 bis). Daarom werd besloten een betaalbare Char léger te bouwen. In 1927 hernoemde Renault de NC1 dan ook naar Modèle 26/27 om tevens een gooi te doen naar de bouw van deze infanterietank.

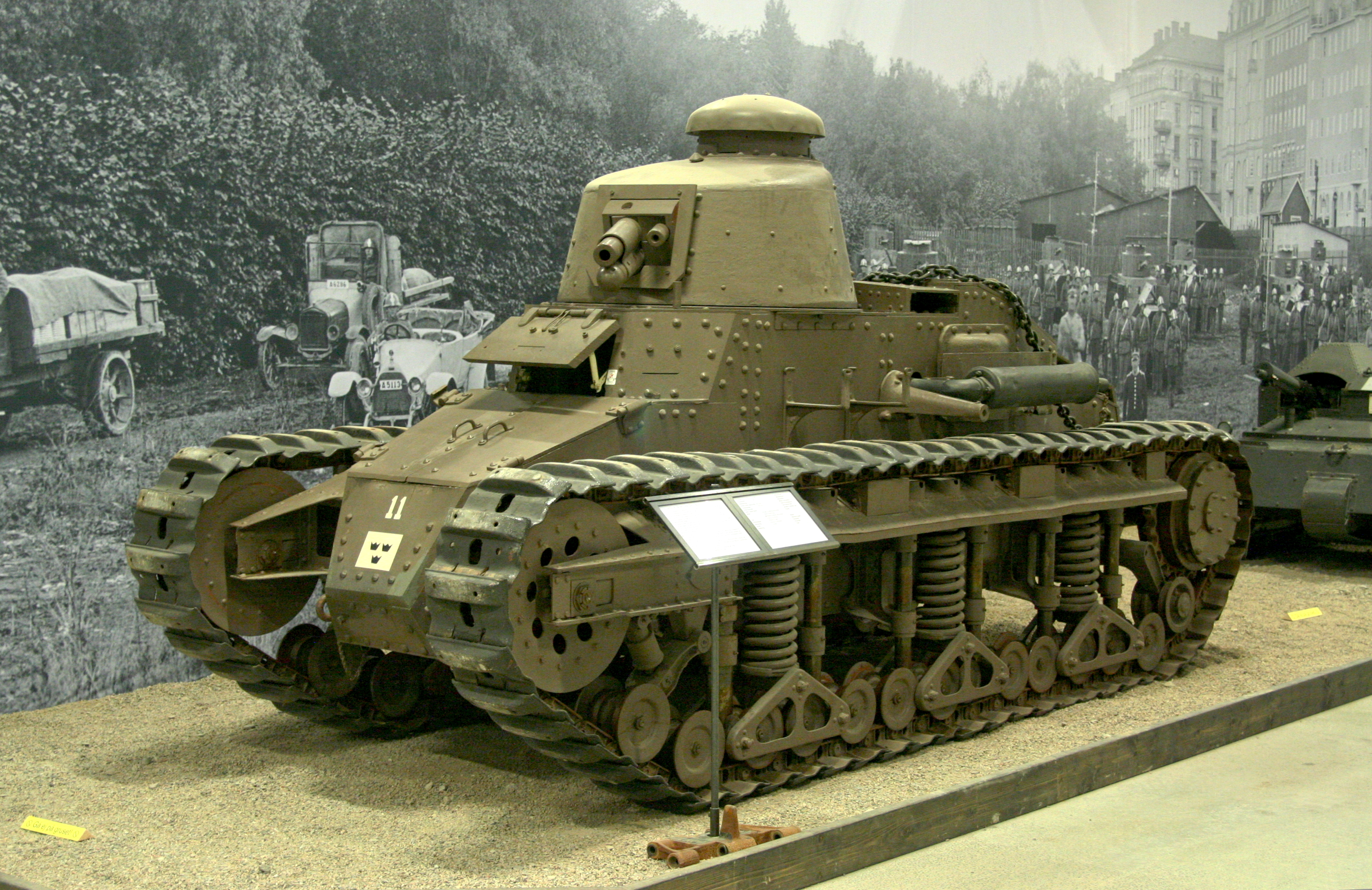
de Stridsvagn fm/28

De eerste successen van dit type lagen echter niet op de binnenlandse maar de buitenlandse markt. In 1928 kocht Zweden een enkel prototype dat men beproefde onder de naam Stridsvagn fm/28. Wegens problemen met de koppeling en de transmissie werd echter afgezien van verdere aanschaf. Japan kocht in 1929 minstens tien exemplaren en gebruikte die in 1932 in China onder de naam Otsu Gata Sensha ("Model B tank") met een nieuw kanon of machinegweer en een Mitsoebisjimotor van 75 pk die de snelheid op 20 km/u bracht. Aan Polen werden in de jaren dertig 24 stuks geleverd (volgens sommige bronnen bleef het echter slechts bij plannen daartoe), aan Griekenland één voertuig. Van deze tanks was de romp wat zwaarder gepantserd door ook aan de zijkanten platen van 25 mm te gebruiken; het gewicht steeg tot 9,5 ton. Later werden ze NC27 genoemd, een samentrekking van de prototype- en jaarmodelcode.
Het plan 1926 stelde de volgende eisen aan de Char léger d'accompagnement d'infanterie:
- Geschikt voor massaproductie
- Bedienbaar door dienstplichtigen
- Maximumgewicht van 12 ton
- Immuun tegen machinegeweervuur
- Toren bewapend met naar keuze een dubbelmitrailleuse of een 47 mm kanon
- De prestaties mochten in geen geval minder zijn dan die van de FT 17

De Direction de l'Infanterie verfijnde die eisen later verder: de gemiddelde snelheid moest 12 km/u zijn en het rijbereik gelijk aan dat van een vrachtwagen maar het gewicht niet minder dan negen ton.
In 1928 werd besloten Renault een prototype te laten bouwen op basis van de NC1. Renault noemde dat eerst de NC28, maar later besloot men de versie met de mitrailleuses NC2 en die met het kanon NC3 te noemen. Natuurlijk heeft dit tot grote verwarring geleid met het eerdere NC2-prototype. Het leger noemde het project in 1929 de Char D; een vrij willekeurige keuze voor een letter.
In diezelfde tijd probeerde Renault het resonantieprobleem definitief op te lossen. Colonel Balland had een chenille légère of rapide uitgevonden welke lichte rupsband niet alleen een lager brandstofverbruik beloofde maar ook door drie grote steunwielen op spanning werd gehouden. Renault leende de dubbelmitrailleusetoren van het SRA Char de Bataille-prototype en dacht al de lichte infanterietank zijn ideale vorm gegeven te hebben, toen bleek dat de slijtage bij het té lichte loopwerk te groot was. Men keerde noodgedwongen dus maar terug tot het oude model. Ook twee pogingen een Peugeot dieselmotor te installeren, mislukten. Maart 1929 besloot het leger zich te beperken tot de zwaardere NC3-versie. In december dat jaar werd er een bestelling gedaan voor de fabricage van een voorserie van tien.

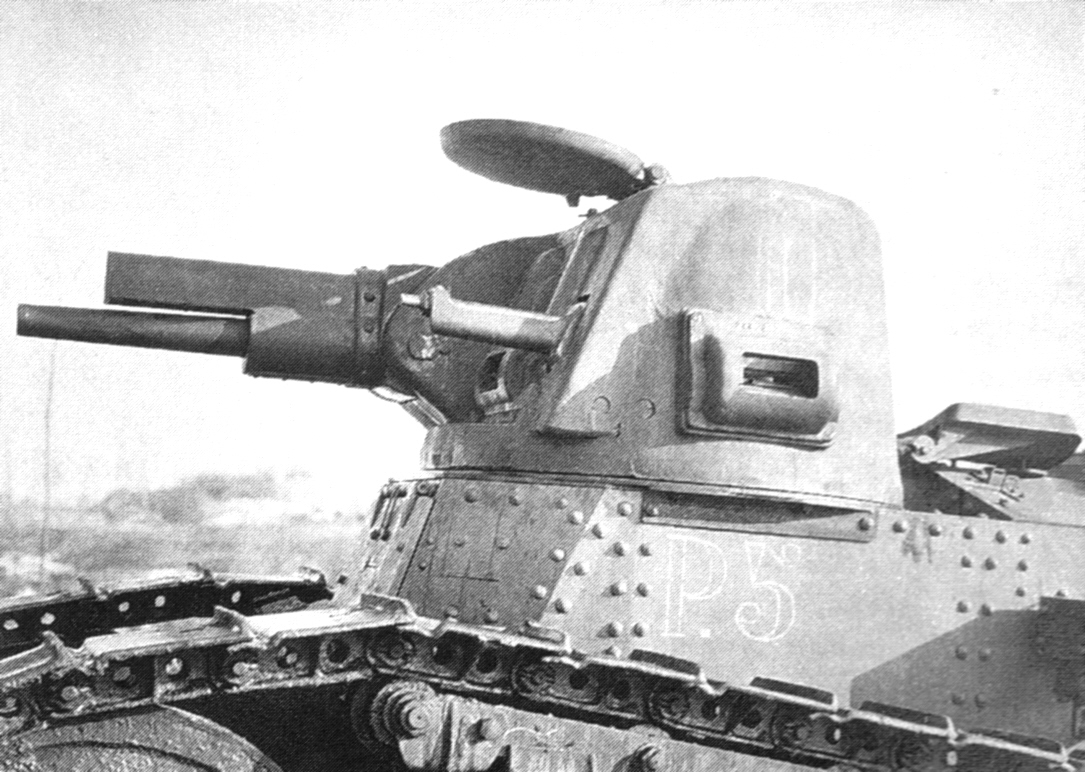
De ST1, hier gemonteerd op een FT 17 onderstel

Renault moest alleen de rompen produceren: de torens werden apart besteld bij wapenfabrikant Schneider &Cie. In november 1930 waren er twee modellen van gietstaal klaar; één met alleen een 47 mm kanon en een tweede met ook nog een 7,5 mm mitrailleuse. Dit laatste type werd verkozen en kreeg de naam ST1, waarbij "ST" staat voor Schneider Tourelle. In de Jaren Twintig was het de gewoonte geworden apart gietstalen tankkoepels te ontwerpen; dergelijke koepels hadden superieure ballistische eigenschappen vergeleken met torens die uit gewalst plaatstaal vervaardigd waren, maar ze konden alleen bij speciale fabrikanten geproduceerd worden. De faciliteiten daar stonden niet toe een grootte te bereiken voldoende om een drie-mans team het kanon te laten bedienen. Dat zag men niet als een al te groot bezwaar: zo konden de tanks zelf klein en dus goedkoop blijven. Daarbij was in 1914 het geboortecijfer sterk gedaald; weldra zouden de lichtingscohorten dienstplichtigen zo krap worden dat de verminderde inzet van mankracht juist als een groot voordeel werd gezien.

## De NC31

### Beschrijving

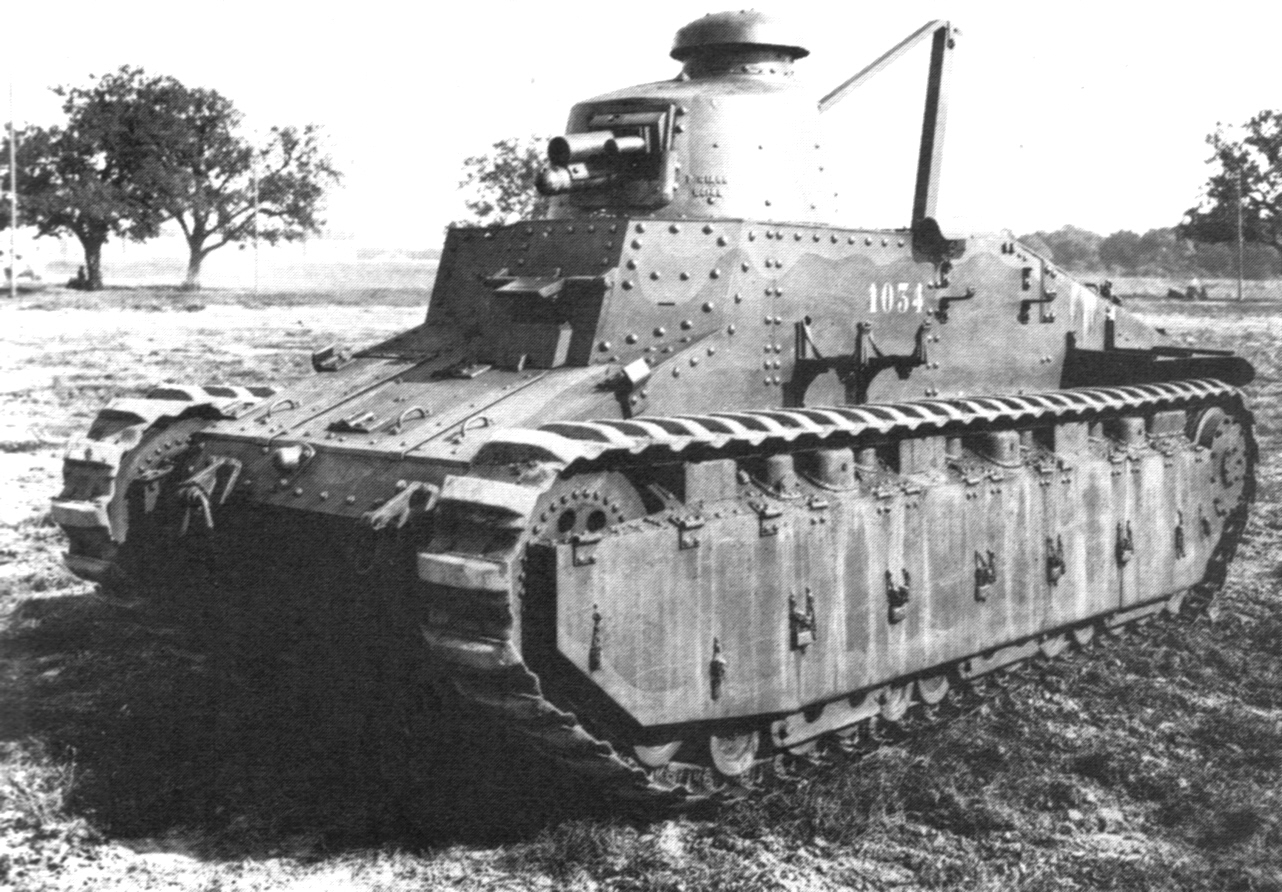
De Renault NC31

De voorserie kreeg bij het leger geen aparte aanduiding, maar bij Renault had dit type de productiecode NC31. Tussen 1 mei en november 1931 werden de rompen van de tien exemplaren afgeleverd tegen een prijs van 400.000 frank per stuk. Na een pauze van tien jaar — in 1921 waren er nog tien exemplaren van de Char 2C afgeleverd — kwam daarmee de Franse tankproductie weer op gang.
Het materieel verschilde in bepaalde opzichten van de NC1. Omdat de romp uitgerust moet kunnen worden met een grotere koepel, wordt die verbreed van 1,71 m naar 2,16 m. Voor het eerst verlaat men nu de typische spitse neus van de FT-17, die als een manchet om de benen van de chauffeur zat: de voorkant van de NC31 is recht en vult de hele breedte tussen de 36 cm brede rupsbanden. Wel blijft het dubbelluik boven zijn benen gehandhaafd. Omdat ook in het uitspringend rompgedeelte rond zijn hoofd van voren een luik omhooggeklapt kan worden, kan hij vrij gemakkelijk ontsnappen. In de neus bevindt zich onopvallend een niet beweegbare 7,5 mm Reibel mitrailleuse, waarvan de loop helemaal door het pantser omgeven is. De verbrede romp wordt mede gebruikt om er een ER (Émetteur-Récepteur) 51 langegolf radio in aan te brengen met een bereik van 15 kilometer; de seiner zit iets naar achteren rechts van de chauffeur; ook voor hem is er een smaller luik in de voorkant. Een van de meest opvallende kenmerken van de tank is het zware vaste antenneframe, dat vanaf de basis van de toren aan de rechterkant van de romp schuin naar achteren steekt, met 2,40 m het hoogste punt van het voertuig vormt en dan onder een smalle hoek weer naar de achterkant loopt. Alleen de kwartcirkelvormige klimstaart steekt nog verder uit en brengt de totale lengte op 5,76 m. De motor is iets sterker, 65 in plaats van 62 pk. De ophanging is nu afgedekt door een pantserplaat van 10 mm, wat het geheel een veel steviger indruk geeft. De verticale pantserplaten hebben nu een dikte van 30 mm; het dak en de bodemplaten een van 10 mm. Het is niet duidelijk of de pantserplaat achter de ophanging een dikte heeft van 16 of 25 mm. Het gewicht van het chassis stijgt in ieder geval tot 11 ton. In 1932 worden alle voertuigen voorzien van de ST1-toren.

### Evaluatie
In 1931 werden de exemplaren uitgebreid door de materieelcommissie, de Commission de Bourges, beproefd door ze te laten gebruiken door het 503e RCC. Die vindt een aantal tekortkomingen:
- Slechte bestuurbaarheid
- De ophanging is te zwak
- Doordat de toevoerbuis van de uitlaat het hele motorcompartiment oversteekt, raakt dat oververhit zodat die buis op zijn beurt weer gaat lekken en uitlaatgassen het gevechtscompartiment binnenstromen.

Men oordeelde echter dat deze fouten hersteld konden worden en tot massaproductie van het type kon worden overgegaan. Tegelijkertijd werd ook de ST1 getest en bij de toren viel het oordeel aanzienlijk negatiever uit. De brede koepel waarvan het bovendeel een vreemd toegeknepen vorm had, was zo krap dat het kanon extreem naar voren geplaatst was — anders zou het alleen geladen kunnen worden door na elk schot de vuurkamer in het gevechtscompartiment te laten zakken — tenzij men het achterluik open liet staan. Daarbij was het linker- veel smaller dan het rechtergedeelte. Hierdoor was de toren volledig uit balans. De commissie meende dat dit volstrekt onaanvaardbaar was en beval de ontwikkeling van twee nieuwe prototypes: de ST2en de ST3. De ST1's worden alle verwijderd en de voertuigen voorlopig uitgerust met de koepel van de FT 17.

## Char D

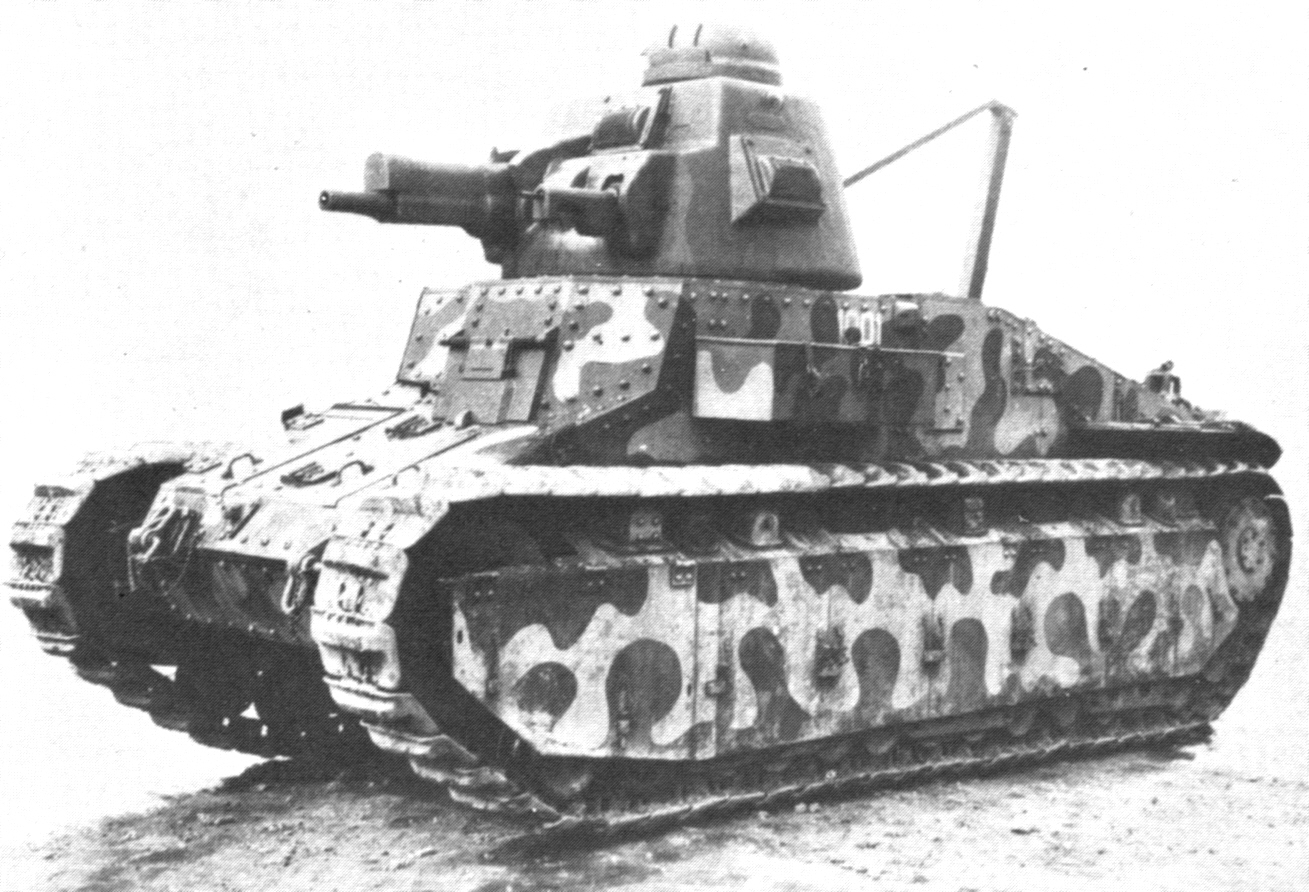
De Char D op zijn "officiële" herkenningsfoto in 1936 uitgegeven door het Franse leger toen de ST2-toren beschikbaar kwam; duidelijk is te zien dat het chassis al flink versleten is

Op 23 december 1930 was er al een bestelling gedaan van 70 exemplaren van de hoofdserie. Op 12 juli 1932 werd die gevolgd door een tweede order van 30 stuks; op 16 oktober 1933 was de laatste bestelling van 50 voertuigen: dus 150 stuks van de hoofdserie, die vanaf januari 1932 tot begin 1935 afgeleverd werden, samen met de voorserie een totaal van 160, met serienummers 1000 - 1160. De serievoertuigen hadden een prijs van 315.000 frank per stuk, zonder koepel.
Het hoofdtype is op vele punten verbeterd. De eerdere besturing met aparte remmen en vier versnellingen is vervangen door een Cleveland- differentieel gecombineerd met zes versnellingen die het mogelijk maakt om met één beweging bij de ene rupsband af te remmen en de krachtoverdracht aan de andere band te vergroten zodat men met relatief gemak een bocht kan maken. De ophanging is versterkt en boven van drie steunwieltjes voorzien. De uitlaat zit weer aan de rechterkant. Er is een nieuwe V-4 74 pk motor met een cilinderinhoud van 6,08 liter, waardoor de maximumsnelheid stijgt naar 18,6 km/u. Een brandstoftank van 165 liter zorgt voor een rijbereik van 90 kilometer. Een nieuwe radiateur voorkomt oververhitting. De tank kan nu een 50% helling bedwingen, een 1,10 m hoog obstakel beklimmen, een loopgraaf van 2,20 m overschrijden en water van 90 cm diep doorwaden. Later wordt er een korte golf ER 52 of ER 52 bis radio geïnstalleerd met een bereik van respectievelijk twee en drie kilometer die beter geschikt is voor de communicatie tussen de tanks onderling.
Pas eind 1933 viel de keuze voor een nieuwe koepel op, overigens weer een verbeterd prototype zonder dakluik van, de ST2, een toren waarvan de balans verbeterd was door hem van achteren groter te maken. Eén tank van de voorserie werd met de ST3 uitgerust en daarna tot de Tweede Wereldoorlog in de rijschool gebruikt. De ST2, 1788 kilo zwaar en met een torenring van 1022 mm doorsnede, is een zeer complex geheel. Als de commandant op zijn tenen gaat staan, kan hij zijn hoofd in een roteerbaar koepeltje boven op de toren steken. Hij heeft vlak voor zijn neus een uitkijkluik. Als hij bukt, kan hij door een vizier kijken. Dat vizier is gekoppeld aan de laag aangebrachte bewapening: een 47 mm SA34 kanon rechts van hem en een coaxiale 7,5 mm Reibel mitrailleuse links van hem. De seiner geeft hem de granaten aan uit een voorraad van 76, maar hij moet zelf laden. Aan beide kanten van de toren bevinden zich fors uitstekende gepantserde kijkspleten. Rechts in de achterkant zit een groot toegangsluik. Alleen als hij dat openklapt en erop gaat zitten, heeft de commandant een vrij uitzicht op de buitenwereld. Behalve de kijkspleten steekt ook het gedeelte waar de bewapening zich bevindt sterk naar voren. De toren is dan ook een vrij hoekig geval vol met abrupte overgangen die een inslaande pantsergranaat in één keer zijn bewegingsenergie doen afgeven. Dat beschouwde men nog niet als een onoverkomelijk bezwaar: de dikte van het pantser was van 35 op 40 mm gebracht en daarmee is de ST2 het zwaarst bepantserde torentype van dat moment, onkwetsbaar voor alle antitankwapens. De koepel brengt het gewicht op 14 ton, maar wordt pas vanaf begin 1936 geleverd. Tussen 1932 en 1936 waren alle Char D's dus voorzien van FT 17 torens. Bij de tanks die ermee uitgerust zijn, lijkt de moderne toren niet te passen bij het nog met klinknagels in elkaar gezette onderstel. De koepels kosten 100.000 frank per stuk.

## Belgische productieplannen
In 1931 werd algemeen verwacht dat het Belgische leger weldra een eerste uitvoering zou gaan geven aan plannen om de verouderde FT 17, waarvan België een bataljon in dienst had, te vervangen. Begin 1932 benaderde het bedrijf Cockerill te Seraing bij Luik, Renault om te vragen of het, puur voor de Belgische markt, zou mogen overgaan tot licentiebouw van de Char D. Louis Renault had hier wel oren naar — Cockerill zou het pantser produceren maar hij de aandrijving — en vroeg op 25 maart 1932 toestemming aan het Franse ministerie van defensie om Cockerill een Franse tank te laten bouwen, met als argument voor goedkeuring de nauwe militaire banden tussen beide landen: België was tot maart 1936 een officiële Franse bondgenoot. Op 13 april kwam het antwoord: Renault was "vergeten" aan te geven over welk tanktype het eigenlijk ging en dat leek het ministerie toch wel relevant "gezien het geheime karakter dat een zeker deel van uw materieel kenmerkt". Drie dagen later geeft Renault de ontbrekende informatie: het gaat inderdaad om de Char D "aangezien oud materieel dat land natuurlijk niet kan interesseren". In dat geval, zo beslist het ministerie op 21 april, moet de toestemming onthouden worden: licentieproductie mag niet moderner zijn dan de exportmodellen van de Renault FT of NC. Het struikelblok is de nieuwe ST1: het mag best een voertuig zijn met een FT 17-torentje maar niet de "hypermoderne" gegoten toren.
Renault probeert het nu op de indirecte manier: door te lobbyen bij het leger. Op 26 april vermeldt Renault dat hij de toezegging heeft van generaal Maurice Gamelin dat die zijn invloed in positieve zin zal doen gelden. De volgende dag echter wordt zijn hoop de bodem ingeslagen: de sous-chef van de generale staf generaal Joseph-Edouard-Aimé Doumenc heeft zijn veto uitgesproken met als argument dat, afgezien van overwegingen van geheimhouding, het beter is de werkgelegenheid in Frankrijk te houden. Renault protesteert: vanwege de gevolgen voor de betalingsbalans zal België nooit tanks importeren en "als wij het niet doen, doet Vickers het wel". Het baatte echter niet en op 29 juni moest Renault Cockerill berichten dat het project niet door gaat — hoewel misschien wel tanks uit Frankrijk geleverd zouden kunnen worden. In feite zou België nooit de Char D in dienst nemen en was het inderdaad het Britse Vickers dat de modellen zou leveren voor Belgische licentiebouw.

## Operationele Geschiedenis

### Tactische Doctrine
De tank was bedoeld voor de begeleiding van infanterie, maar dat betekende allerminst dat hij organiek bij infanteriedivisies ingedeeld werd. Dergelijke eenheden zouden van zichzelf ook niet de faciliteiten hebben om de voertuigen rijdende te houden maar dat was niet de echte reden. Net als alle legers van dat moment beseft ook het Franse dat een tactiek alleen effectief kan zijn als zij de inzet van "verbonden wapenen" inhoudt, dus voorziet in een nauwe samenwerking tussen tanks, infanterie en artillerie. Door de moderne technische ontwikkelingen zal het operatietempo aanzienlijk hoger liggen dan in de vorige oorlog. Wil de infanterie kunnen meekomen, dan dient zij gemotoriseerd te zijn, dat wil zeggen: van vrachtwagens voorzien. Ook Frankrijk werd echter hard getroffen door de Grote Depressie. Men gaf al veel geld uit aan het omvormen van de Cavalerie tot een projectiemacht als tegenwicht tot de snelle bewapening van de Sovjet-Unie. Wat de Infanterie overbleef, wilde het investeren in zo veel mogelijk tanks om met machinekracht het tekort aan mankracht te compenseren. Deze mechanisering leidde echter tot een trage motorisering. Omdat er te weinig vrachtwagens waren, schrok men ervoor terug ze allemaal te concentreren in echte gemechaniseerde divisies. Daarbij was de weinige gemotoriseerde infanterie die er was te kostbaar om opgeofferd te worden bij een doorbraak van het vijandelijke front. Er werden dus maar pure tankeenheden gevormd die naar keuze een normale infanteriedivisie konden ondersteunen (voor een doorbraak) of een gemotoriseerde divisie (voor het uitbuiten van een doorbraak). Door geldtekorten werd er door deze "infanterietanks" in feite maar weinig met de infanterie geoefend; ze hadden ook zelf geen organieke infanterie- of artilleriecomponent.

### Bij de Elite-eenheden
Begin Jaren Dertig waren de tanks bij de Infanterie al jaren ingedeeld in vijf brigades, ieder van twee regimenten met twee bataljons, elk beschikkend over 63 FT 17's; daarnaast was er een apart bataljon met 10 Char 2C's voor een totale organieke sterkte van 1270.
De Char D was bij aflevering het meest geavanceerde materieel van het Franse leger en werd ingevoerd bij de beste eenheden: om te beginnen bij het 507e RCC te Lunéville, waar kolonel Charles de Gaulle al snel het commando zal krijgen, en daarna bij het 508e en 510e RCC. Bij elk van die regimenten was één bataljon met de nieuwe tank uitgerust; deze bataljons hadden een veranderde indeling: ze hadden drie compagnieën, ieder met vier secties van drie tanks plus een tank voor de compagniescommandant wat een organieke sterkte van 39 opleverde; er was een interne materieelreserve van zes tanks, waarvan er één vaak aan de bataljonscommandant werd toegewezen. Het totaal aan beschikbare tanks bedroeg dus officieel 45; in feite was het aantal 49.
Al snel bleek echter dat de mechanische betrouwbaarheid bedroevend slecht was. Een rapport van maart 1934, op welk moment er nog maar 110 exemplaren zijn afgeleverd, meldde dat van het gloednieuwe materieel er al 17 stuks volledig waren versleten en alleen nog inzetbaar na volledige herbouw in de fabriek; van de overige 93 waren er 62 niet inzetbaar door panne: doorgebrande rem- en transmissietrommels, bandbreuk, loslatende pantserplaten omdat het frame niet stijf genoeg was en water dat via de wielassen het motorcompartiment binnenkwam, werden met name genoemd als hoofdoorzaken. In 1935 werd het materieel op deze punten zoveel als mogelijk was verbeterd.
Op 7 maart 1936 trok Hitler het gedemilitariseerde Rijnland binnen; om de crisis het hoofd te bieden trokken de actieve Char D's naar de grens, nog steeds de enige moderne tanks waarover de Infanterie beschikte. Hoewel dit voertuigen betrof die niet gemobiliseerd waren en dus in een volledige staat van paraatheid kunnen worden geacht te verkeren, waren ze in feite niet gevechtsklaar. De hoofdschuldige was de nieuwe ST2 toren die zojuist was afgeleverd: wegens tekorten aan reguliere SA 34 kanonnen was bij een twintigtal tanks maar het 47 mm SA 34 marinekanon ingebouwd; de rompmitrailleuses waren grotendeels afwezig want de houders daarvan zouden pas aangebracht worden als ook de toren klaar was; er waren geen zitjes in de toren zodat de commandant voor alle viziers en episcopen of te kort of te lang was; het glas daarvan was overigens meestal al gebarsten; de radioantenne bleek het de toren onmogelijk te maken naar rechtsachter te draaien (dit zou dat jaar nog verholpen worden door een nieuwe antennebasis) en de munitiehouders waren nog niet omgebouwd van 37 (met 112 granaten) naar 47 mm (met 76 granaten).

### Naar Noord-Afrika
In datzelfde jaar echter kwam de Franse tankproductie door de uitvoering van het Plan 1934 goed op gang. Begin 1937 waren er al zoveel modernere tanks beschikbaar dat men besloot het problematische materieel een minder kritieke bestemming te geven. Er werden drie nieuwe bataljons opgericht om Noord-Afrika tegen de Italiaanse dreiging vanuit Libië te verdedigen: het 61e, 65e en 67e Bataillon de Chars de Combat. Alle beschikbare Char D1's werden er eind 1937 heen verscheept, met vermoedelijke uitzondering van de NC31 voorserie-exemplaren: in 1933 werden die nog gebruikt voor de beproeving van de ST2 en ST3 en tot begin 1937 dienden ze samen met drie reguliere Char D's bij de rijschool in Versailles. Hun verdere lot is onbekend. Omdat de drie bataljons samen een sterkte hadden van 135, waren er 14 tanks overcompleet (één voertuig was omgebouwd tot radiotank). Die werden overgenomen door een cavalerieafdeling, het 5e Chasseurs, overigens zonder enige goedkeuring van hogerhand: de feitelijke toestand van een legeronderdeel wil nog weleens verschillen van de papieren werkelijkheid. De gebleken tekortkomingen waren toen nog niet verbeterd; sommige tanks waren dus nog steeds met het onjuiste kanon uitgerust (dat overigens anders dan het standaardkanon wél echte pantsergranaten kon afvuren) en juist deze voertuigen werden naar de cavalerie afgeschoven.

### Terug naar Frankrijk
Tijdens de Tweede Wereldoorlog lukte het Duitsland tijdens de uitvoering van Fall Gelb eind mei 1940 de beste Franse tankeenheden te omsingelen en vernietigen. Inderhaast werden de eenheden in Noord-Afrika gesommeerd het moederland te komen versterken. De toestand van de tankbataljons was er echter niet beter op geworden; er was geen groot onderhoud geweest om de verdere slijtage te herstellen. Men besloot daarom alle voertuigen die nog enigszins rijwaardig waren aan het 67e BCC over te dragen, welke eenheid als eerste naar Frankrijk zou worden verscheept. Doordat Italië Frankrijk nog niet in de rug had aangevallen, kon die verscheping begin juni vrij veilig gebeuren.
Op 9 juni openden de Duitsers tijdens de uitvoering van Fall Rot hun hoofdoffensief om de rest van Frankrijk te veroveren. Op 11 juni ontsnapten de Panzerdivisionen uit een gat dat de Duitse infanteriedivisies geslagen hadden. Het 67e BCC, dat in reserve lag, werd nu in de strijd geworpen om de terugtocht van de hoofdmassa van het leger te dekken. Men versterkt op 12 juni de 6e DIC, voor een groot deel Senegalese troepen, die rond Souain een grendelstelling inneemt om de verdere opmars van de 8e PD te blokkeren. Ten westen van het dorp, bij het gehucht Suippes, wordt door de 1e compagnie een eerste omsingelingspoging afgeslagen, wat de Duitsers vier tanks kost. Hierna vernietigt de 3e compagnie Duitse infanterie die frontaal de positie probeert in te nemen. Als zich daarna Duitse tanks verzamelen voor een hernieuwde aanval, krijgt de compagnie laat in de middag het bevel die concentratie in de flank aan te vallen. Als men echter ten noordwesten van het dorp rechts naar de vijand toedraait, worden de Char D1's zelf in de flank getroffen door een spervuur van pantsergranaten van een ingegraven batterij 37 mm antitankkanonnen. De tanks trekken zich al vurend terug maar zeven voertuigen blijven achter. Men heeft dezelfde fout gemaakt als zovele commandanten uit het begin van de oorlog: te geloven wat de boekjes vertellen over het "schokeffect van een snelle geconcentreerde tegenaanval". In feite kan men beter de vijand in de val lokken. Later in de avond vernietigt men nog enkele aanvallende Duitse tanks. In de nacht probeert men terug te trekken naar het zuiden omdat alle zwarte krijgsgevangenen door de Duitsers vermoord worden. Daarbij loopt het bataljon in een hinderlaag en verliest alle tanks.
De Duitsers zouden 18 Char D1's buitmaken en gaven ze, zonder ze in dienst te nemen, de naam Panzerkampfwagen 732 (f). Algemeen heeft men daaruit de conclusie getrokken dat er dus 32 tanks verloren zijn gegaan, uitgaande van de veronderstelling dat ieder bataljon 50 tanks had; maar in feite beschikte het 67e BCC over 45 tanks (het surplus was immers in handen van de 5e Chasseurs) en er zijn in werkelijkheid maar 43 tanks naar Frankrijk verscheept zodat het aantal verliezen 25 bedroeg.

### Laatste Gevechten
Het Vichy-regime mocht geen pantservoertuigen bezitten in het onbezette deel van Frankrijk; maar Duitsland stond toe dat er actieve pantsereenheden in Afrika waren. Van de eerst gecontroleerd opgeslagen Char D1's werden er 62 vrijgegeven. Het 2e en 4e Regiment de Chasseurs d'Afrique werden met Char D1's uitgerust, respectievelijk met 45 en vijftien tanks; twee voertuigen werden gebruikt bij de rijopleiding. Italiaanse wapenstilstandcommissies controleerden de navolging van de voorwaarden. Dat leverde een probleem op voor de 5e Chasseurs, wier tanks officieel niet aanwezig waren. Ze verborgen de voertuigen daarom maar in een ruimte achter de stal waar onhandelbare hengsten waren opgesloten.
Na Operatie Torch, de geallieerde landingen in Noord-Afrika in november 1942, kozen de Franse troepen uiteindelijk de kant van de Vrije Fransen en richten zich tegen de Duitse en Italiaanse invallers in Tunesië. Tot mei 1943 waren er vele schermutselingen tussen de Char D1's, samengevoegd in een Brigade Légère Mécanique, en As-troepen, onder andere tijdens de Slag om de Kasserinepas. Daarbij lukte het een Panzerkampfwagen IV uit te schakelen door een schot in de torenring. Sommige tanks werden ook gebruikt ter bescherming van de havens tegen commandoaanvallen. Foto's laten zien dat het onhandige radioframe was verwijderd. Vanaf maart 1943 werden de 17 overblijvende Char D1's uitgefaseerd voor Valentine Mark III tanks.

## Char Observatoire en afgeleide types
In de Eerste Wereldoorlog was het nog heel gebruikelijk geweest dat de artillerie pas binnen een dag haar vuurschema aan een nieuwe situatie kon aanpassen. Voor de moderne bewegingsoorlog moest dat tempo omhoog: door radioverbindingen kon men de reactiesnelheid tot slechts een paar uur terugbrengen. Dan moesten die radio-eenheden zelf wel in staat zijn de tankeenheden te volgen. Het Plan 1934 voorzag dan ook in het produceren van een speciale artillerieobservatierelaistank, de Char observatoire die door andere voertuigen (van het type Renault YS) geobserveerde gegevens moest doorgeven. Begin 1937 werd bij het 507e RCC een Char D1, met serienummer 1016, experimenteel omgebouwd: de toren werd verwijderd en vervangen door een achthoekige opbouw aan de rechterkant; de linkerkant kwam zo vrij voor een extra radioantenne voor de verbinding met de observatievoertuigen; de allereerste langegolf ER 51 werd gehandhaafd omdat die met de oude radio's van de artillerie-eenheden contact kon maken. Het is bij dit prototype gebleven. Toen na de oorlog foto's van het voertuig opdoken, heeft men lange tijd aangenomen dat het om een commandotank zou gaan, de "Char Colonel". Er waren overigens vermoedelijk vier echte commandotanks: normale Char D1's die vanaf 1937 van een extra radio werden voorzien.
De Char D is verder ontwikkeld tot de Char D2 — en kreeg toen zelf de naam Char D1 — en het Char D3 - prototype.
Van alle bovengenoemde voertuigen bestaat nu nog slechts de Zweedse NC27, bewaard in het pantsermuseum van Axvall.